# Robert Z'dar
Robert Z'dar est un acteur et producteur américain né le 3 juin 1950 à Chicago (Illinois) et mort le 30 mars 2015 à Pensacola (Floride).

## Biographie
Robert James Zdarsky naît le 3 juin 1950 à Chicago de parents d'origine lituanienne.
Comédien au physique impressionnant (il mesure 1,90 m) et à la mâchoire anormalement développée dû à un problème de chérubisme, son jeu limité l'a cantonné aux films de série Z.
Il est surtout connu pour avoir interprété le policier tueur Matt Cordell dans la trilogie Maniac Cop (1988-1993) et le chef des cyborgs dans Future War (1997).
Hospitalisé pour des douleurs à la poitrine lors d'une convention, il meurt d'un infarctus le 30 mars 2015 à Pensacola en Floride, à l'âge de 64 ans.
Son pseudonyme a inspiré celui de Philippe Zdar.

## Filmographie partielle
- 1987 : Cherry 2000 : Chet
- 1988 : Maniac Cop : Matt Cordell
- 1988 : Evil Altar : le shérif O'Connell
- 1989 : Tango et Cash : Face
- 1990 : Maniac Cop 2 : Matt Cordell
- 1990 : Galacticop : Reggie
- 1991 : Samurai Cop : Yamashita
- 1993 : Maniac Cop 3 : Matt Cordell
- 1997 : Future War : le maître des cyborgs